# Cyclosorus moulmeinensis
Cyclosorus moulmeinensis là một loài dương xỉ trong họ Thelypteridaceae. Loài này được Tard. -Blot in Lecomte mô tả khoa học đầu tiên năm 1938.
Danh pháp khoa học của loài này chưa được làm sáng tỏ. 